# Discoglypha variostigma
Discoglypha variostigma là một loài bướm đêm trong họ Geometridae.